# قضيب معتقل
القَضيب المُعْتقل (الاسم العلمي: Penis captivus) هي حالةٌ تحدث أثناء الجماع، وذلك عندما تنقبض عضلات المهبل على القضيب بقوةٍ أكثر من المُعتاد، مما يجعل من المستحيل سحب القضيب من المهبل. وفقًا لمقال نُشر عام 1979 ميلاديًا في المجلة الطبية البريطانية، فإنَّ هذه الحالة كانت غير معروفةٍ في القرن العشرين، ولكنَّ رسالةً لاحقة إلى نفس المجلة وثقت حالةً ظاهرةً لقضيبٍ مُعتقل في عام 1947 ميلاديًا. لا ينبغي الخلط بين القضيب المعتقل وتشنج المهبل (الاسم العلمي: vaginismus)؛ وذلك على الرغم من افتراض وجود علاقةً بين حدوثهما في الشروحات المتاحة.